# Ivor Bueb
Pas d'image ? Cliquez ici
Ivor Bueb, né le 6 juin 1923 à East Ham, un quartier de la banlieue de Londres, et mort le 1er août 1959 en France, à Clermont-Ferrand, est un pilote de course automobile anglais qui remporte à deux reprises les 24 Heures du Mans.

## Biographie
Ivor Bueb débute la course automobile en 1953 en Formule 3 500 cm3, et participe alors à quelques courses de Formule 2 et Formule 1 sans succès. Après quelques victoires dans des courses nationales et internationales de voitures de sport en 1955 (Brands Hatch International 1,5 L, Stockholmsloppet 2 L et Castle Combe International 2 L sur Cooper T39 Climax notamment ), son premier grand succès arrive en même temps aux 24 Heures du Mans sur une Jaguar Type D, alors en compagnie de Mike Hawthorn. L'année suivante, il gagne les 12 Heures de Reims en compagnie de Duncan Hamilton, encore avec la Type D, et il termine troisième des 12 Heures de Sebring, avant de récidiver aux 24 Heures du Mans 1957 avec Ron Flockhart, toujours sur Jaguar Type D.
Il meurt à l'hôpital de Clermont-Ferrand des suites d'un accident survenu lors du Grand Prix d'Auvergne, course de Formule 2 disputée sur le circuit de Charade le 26 juillet 1959,. Il est le seul pilote tragiquement mort sur ce circuit. Il repose au cimetière de Manor Park, à l'est de Londres, dans le district de Newham, près de Stratford.

## Résultats en championnat du monde de Formule 1
| Saison | Écurie                                  | Châssis                   | Moteur        | Pneus          | GP disputés | Points inscrits | Classement |
| ------ | --------------------------------------- | ------------------------- | ------------- | -------------- | ----------- | --------------- | ---------- |
| 1957   | Connaught Engineering Gilby Engineering | Connaught B Maserati 250F | Alta Maserati | Dunlop Pirelli | 2           | 0               | Nc.        |
| 1958   | BC Ecclestone                           | Connaught                 | Alta          | Dunlop         | 1           | 0               | Nc.        |
| 1959   | Owen Racing Organisation                | Cooper T51                | Climax        | Dunlop         | 1           | 0               | Nc.        |

## Résultats aux 24 Heures du Mans
| Année | Voiture       | Équipe           | Équipiers       | Résultat  |
| ----- | ------------- | ---------------- | --------------- | --------- |
| 1955  | Jaguar Type D | Jaguar Cars Ltd. | Mike Hawthorn   | Vainqueur |
| 1956  | Jaguar Type D | Jaguar Cars Ltd. | Mike Hawthorn   | 6e        |
| 1957  | Jaguar Type D | Ecurie Ecosse    | Ron Flockhart   | Vainqueur |
| 1958  | Jaguar Type D | J.D. Hamilton    | Duncan Hamilton | Abandon   |
| 1959  | Lister LM     | Brian Lister     | Bruce Halford   | Abandon   |